# Ключ 98
| 瓦                     | 瓦        | 瓦        |
| ---------------------- | --------- | --------- |
| 97                     | 98        | 99        |
| Піньінь:               | wǎ        | wǎ        |
| Чжуїнь:                | ㄨㄚˇ     | ㄨㄚˇ     |
| Вейд-Джайлз:           | wa3       | wa3       |
| Ютпхін:                | ngaa5     | ngaa5     |
| Он:                    |           |           |
| Кун:                   |           |           |
| Кандзі:                | 瓦 kawara | 瓦 kawara |
| Хун:                   | 기와 giwa | 기와 giwa |
| Им:                    | 와 wa     | 와 wa     |
| Індекс у Вікісловнику: | 瓦        | 瓦        |

Ключ 98 — ієрогліфічний ключ, що означає кахель і є одним із 23 (загалом існує 214) ключів Кансі, що складаються з п'яти рисок.
У Словнику Кансі 174 символи із 40 030 використовують цей ключ.

## Символи, що використовують ключ 98

Як писати ієрогліф.

| без додаткових | 瓦                         |
| 2 додаткові    | 瓧                         |
| 3 додаткові    | 瓨 瓩                      |
| 4 додаткові    | 瓪 瓫 瓬 瓭 瓮 瓯 瓰 瓱 瓲 |
| 5 додаткових   | 瓳 瓴 瓵                   |
| 6 додаткових   | 瓶 瓷 瓸                   |
| 7 додаткових   | 瓹 瓺 瓻 瓼                |
| 8 додаткових   | 瓽 瓾 瓿 甀 甁             |
| 9 додаткових   | 甂 甃 甄 甅 甆             |
| 10 додаткових  | 甇 甈 甉                   |
| 11 додаткових  | 甊 甋 甌 甍 甎 甏 甐 甑    |
| 12 додаткових  | 甒                         |
| 13 додаткових  | 甓 甔 甕                   |
| 14 додаткових  | 甖                         |
| 16 додаткових  | 甗                         |